# Lillian Rubin
Lillian Breslow Rubin (Philadelphia, 13 januari 1924 – San Francisco, 17 juni 2014) was een Amerikaans feministisch georiënteerd sociologe, schrijfster en onderzoekster aan de Universiteit van Californië - Berkeley. Ze heeft veel werk gemaakt van de beschrijving van arbeidersmilieus door het afnemen van diepte-interviews. Haar interviews zijn dikwijls georiënteerd op de intieme aspecten van het leven zoals seksualiteit. Binnen dit alles keek ze vooral naar de positie van de vrouw.
Een van de centrale stellingen van Rubin was dat de ontwikkeling van mannen en vrouwen anders verloopt. Mannen zijn van een ander geslacht dan de opvoedende moeder. Vrouwen leren hun identiteit in hun overeenkomst met de moeder. Mannen zouden daardoor leren een duidelijkere grens te leggen tussen zelf en de ander. Vrouwen hanteren een vloeiender overgang. 
In haar boek Het onverwoestbare kind onderzoekt Rubin hoe het komt dat sommige mensen hun traumatische en pijnlijke verleden te boven gekomen zijn, terwijl anderen er hun hele leven door beheerst worden. Persoonlijke levensverhalen van diverse personen staan in haar boek centraal en vertellen over hoe zij hun verleden overwonnen hebben.
In 2014 overleed Rubin in haar huis in San Francisco. Haar laatste echtgenoot was reeds in 2011 overleden.